# Tatjana Szyszkina
Tatjana Nikołajewna Szyszkina (ros. Татьяна Николаевна Шишкина; ur. 27 kwietnia 1969) – kazachska judoczka. Olimpijka z Aten 2004, gdzie odpadła w eliminacjach wadze ekstralekkiej.
Siódma na mistrzostwach świata w 2001; uczestniczka zawodów w 2003. Startowała w Pucharze Świata w latach 1997-2001, 2003 i 2004. Piąta na igrzyskach azjatyckich w 2002. Brązowa medalistka mistrzostw Azji w 2004 roku.

## Letnie Igrzyska Olimpijskie 2004
| Konkurencja | Eliminacje             | Eliminacje            | Repasaże                     | Klas. końcowa |
| Konkurencja | Przeciwnik I           | Przeciwnik II         | Przeciwnik I                 | Miejsce       |
| ----------- | ---------------------- | --------------------- | ---------------------------- | ------------- |
| 48 kg       | Lisseth Orozco (COL) Z | Alina Dumitru (ROU) P | Anna Żemła-Krajewska (POL) P | III runda.    |